# Francesco Maria Licheri
Francesco Maria Licheri (Nuoro, 1º ottobre 1958) è un ingegnere e politico italiano, ex presidente della Provincia di Nuoro.

## Ingegnere
Ingegnere, è stato esponente del Partito Popolare Italiano. In occasione delle elezioni amministrative del 2000 è stato eletto presidente della Provincia di Nuoro, in rappresentanza di una coalizione di centrosinistra, dopo aver ottenuto il 40,9% al primo turno e poi il 55,1% al ballottaggio. Nel 2002 confluisce nella Margherita; nel 2005 conclude il mandato da presidente della provincia. Dal 2007 aderisce al Partito Democratico.
Dal 2021 è presidente della sezione Sardegna dell'Istituto Nazionale di Urbanistica.